# Soane Lilo Foliaki
Soane Lilo Foliaki (Ma'ufanga, 18 aprile 1933 – Nukuʻalofa, 24 dicembre 2013) è stato un vescovo cattolico tongano.

## Biografia
Entrò in seminario nel 1953 e fu ordinato sacerdote marista nel 1955 dal vescovo John Rodgers, S.M..
Il 10 giugno 1994 papa Giovanni Paolo II lo nominò vescovo di Tonga. Ricevette la consacrazione episcopale il 23 giugno successivo per imposizione delle mani del nunzio apostolico mons. Thomas Anthony White.
Si ritirò per raggiunti limiti d'età il giorno del suo 75º compleanno, il 18 aprile 2008. Morì a Nukuʻalofa il 23 dicembre 2013.

## Genealogia episcopale e successione apostolica
La genealogia episcopale è:
- Cardinale Scipione Rebiba
- Cardinale Giulio Antonio Santori
- Cardinale Girolamo Bernerio, O.P.
- Arcivescovo Galeazzo Sanvitale
- Cardinale Ludovico Ludovisi
- Cardinale Luigi Caetani
- Cardinale Ulderico Carpegna
- Cardinale Paluzzo Paluzzi Altieri degli Albertoni
- Papa Benedetto XIII
- Papa Benedetto XIV
- Papa Clemente XIII
- Cardinale Bernardino Giraud
- Cardinale Alessandro Mattei
- Cardinale Pietro Francesco Galleffi
- Cardinale Giacomo Filippo Fransoni
- Cardinale Carlo Sacconi
- Cardinale Edward Henry Howard
- Cardinale Mariano Rampolla del Tindaro
- Cardinale Rafael Merry del Val
- Arcivescovo Duarte Leopoldo e Silva
- Arcivescovo Paulo de Tarso Campos
- Cardinale Agnelo Rossi
- Arcivescovo Thomas Anthony White
- Vescovo Soane Lilo Foliaki, S.M.

La successione apostolica è:
- Cardinale Soane Patita Paini Mafi (2007)